# Henk Ebbinge
Henk Ebbinge (ur. 6 marca 1949 w Groningen, zm. 3 stycznia 2015 tamże) – holenderski piłkarz.
Początkowo grał w amatorskim klubie Oosterparkers. W latach 1976–1977 zawodnik FC Groningen, w którym rozegrał 24 spotkania. Po odejściu z Groningen rozegrał kilka sezonów w SC Heerenveen.
Jego syn Arjan w latach 90. także był zawodnikiem FC Groningen.